# Kouts
Kouts ist eine Town in Porter County im Nordwesten des US-Bundesstaates Indiana, Vereinigte Staaten mit 1698 Einwohnern. Das Stadtgebiet hat eine Größe von 2,9 km², die Bevölkerungsdichte beträgt 585,4/km² (Stand: 2001).

## Geschichte
Kouts entstand 1865 als Niederlassung von Siedlern, die in diese Region entlang des Kankakee Rivers vorstießen. Benannt wurde der Ort nach der Barnhardt Kouts Familie.